# Santo Amaro da Imperatriz
Santo Amaro da Imperatriz – miasto i gmina w Brazylii, w stanie Santa Catarina. Znajduje się w mezoregionie Grande Florianópolis i mikroregionie Florianópolis.